# Huang Zu
Huáng Zǔ (chinesisch 黃祖 / 黄祖; † 208) war ein General und Marineoffizier zum Ende der Han-Dynastie.

## Leben
Huang Zu diente dem Gouverneur der Jing-Provinz, Liu Biao, als Heerführer und Präfekt von Jiangxia. Im Jahr 189 bildete sich im Reich eine Allianz aus Gouverneuren und Generälen gegen den Kanzler Dong Zhuo, der den Kaiser Xian kontrollierte. Liu Biao verhielt sich zunächst neutral. Nachdem der Kanzler im Jahr 191 geschlagen aus der Hauptstadt Luoyang geflohen war, zerstreute sich die Allianz. Ihr ehemaliger Anführer Yuan Shao zerstritt sich mit seinem Halbbruder Yuan Shu und suchte ein Bündnis mit Liu Biao. Yuan Shu ließ daraufhin seinen General Sun Jian Liu Biao angreifen. Huang Zu, der die Grenze verteidigte, wurde zunächst geschlagen und musste sich in die Provinzhauptstadt Xiangyang zurückziehen. Bei der dortigen Belagerung ließ er Sun Jian des Nachts ermorden.
Der Fehlschlag seines Angriffs veranlasste Yuan Shu, den Krieg gegen Liu Biao aufzugeben. So konnte Huang Zu nach Jiangxia zurückkehren und seine Macht weiter ausdehnen. Sun Jians ältester Sohn Sun Ce stieg in den Jahren nach 194 zu einem mächtigen Kriegsherren im östlichen China auf, überflügelte seinen nominellen Herren Yuan Shu und bedrohte auch Liu Biaos Territorium. Im Jahr 199 griff Sun Ce den Präfekten Liu Xun von Lujiang an, der sich an Huang Zu um Hilfe wandte. Der General sandte seinen Sohn Huang She mit einer Flotte von 5000 Mann den Jangtse hinunter, die jedoch von Sun Ce geschlagen und an die Mündung des Han-Flusses zurückgetrieben wurde. Sun Ce machte 2000 Gefangene und kaperte mehr als 1000 Schiffe. Liu Xun floh zum Kriegsherrn Cao Cao in den Norden, dem Sun Ce in Form eines schriftlichen Rapports seinen Feldzug gegen die „Feinde des Throns“ anzeigte. Huang Zu musste sich bis hinter Shaxian zurückziehen, war aber nicht endgültig geschlagen. Sun Ces gewaltsamer Tod im Jahr 200 verschaffte ihm genug Zeit, seine Truppen neu zu ordnen. Während dieser Zeit erhielt er den Ratgeber Mi Heng, den Liu Biao von Cao Cao erhalten hatte. Mi Heng, der sich wegen seiner Rohheit in keinem Amt hatte halten können, beleidigte Huang Zu und wurde von ihm geköpft.
Sun Ces Nachfolger wurde sein jüngerer Bruder Sun Quan. Nachdem dieser seine Position und Aufmarschbasis befestigt hatte, nahm er die Pläne seines Bruders zur Expansion nach Westen und Süden wieder auf. Huang Zu, der Mörder seines Vaters, war sein erstes Ziel. Im Jahr 203 ging Sun Quan gegen Huang Zus Stellungen am Unterlauf des Jangtse vor. Huang Zus Offizier Gan Ning erschlug Sun Quans Offizier Ling Cao und verhinderte so eine vollständige Niederlage. Obwohl es zu keiner Entscheidung kam, erlitt Huang Zus Flotte empfindlichen Schaden, so dass eine Gegenaktion nicht möglich war. Im nächsten oder übernächsten Jahr schickte Sun Quan seine Generäle Cheng Pu und Taishi Ci aus, um die Poyang-Region südlich von Huang Zus Machtbereich zu stabilisieren. Er operierte von Jiaoqiu (heutiges Nanchang) aus, während seine Reserve (unter Sun He, später Sun Shao) und die Zivilverwaltung weiterhin in Dantu stationiert blieb.
Als die Poyang-Region um 206 gesichert war, gab Sun Quan seinem Strategen Zhou Yu den Befehl, die Jing-Provinz anzugreifen, und sicherte ihm die Unterstützung des Großverwalters Sun Yu aus der Danyang-Kommandantur zu. Zunächst eroberte Zhou Yu die Siedlungen Mo und Bao, die am Pengli-See lagen und durch Sümpfe von Huang Zus Hauptquartier in Xiakou (heutiges Wuhan) abgeschnitten waren. Nach dem Sieg stockte er seine Truppen auf und besiegte Huang Zus Streitmacht, deren Anführer Deng Long er gefangen nahm und zu Sun Quan sandte. Im nächsten Jahr führte Sun Quan den Feldzug selbst an. Er schwächte Huang Zus Stellungen durch Plünderungszüge und gewann viele Flüchtlinge aus Jiangxia. Im Jahr 208 führte er den entscheidenden Angriff auf Huang Zus Hauptquartier durch und besiegte ihn erst zu Wasser, nahm dann die Stadt im Sturm und tötete Huang Zu auf der Flucht.